# دریاچه مصنوعی گنبد کاووس
دریاچه مصنوعی گنبدکاووس در ابتدای ورودی شهر گنبد کاووس واقع می باشد و جزو مکان تفریحی شهر حساب می شود.